# رقباء كاذبة
رقباء كاذبة (الاسم العلمي: Pseudathyma)، جنس فراشات من فصيلة الحورائيات. أنواعها 14.